# Салахлы, Ахмед Муса оглы
Ахмед Муса оглы Салахлы (азерб. Əhməd Musa oğlu Salahlı, имя при рождении — Мамедов Ахмед Муса оглы; 1897, Тифлис — март 1953, Баку) — азербайджанский, советский актёр театра. Заслуженный артист Азербайджанской ССР (23 апреля 1940).

## Биография
Ахмед Мамедов родился в 1897 году в районе Шайтан-базар в Тифлисе. Начальное образование получил в трехклассной школе. С 1911 года начал проявлять интерес к театральному искусству. Сначала он выступал на сцене в эпизодических и ролях без реплик, однако с 1916 года начал играть в речевых и крупных образах. В 1922 году он был принят в труппу Тифлисского государственного азербайджанского драматического театра. До 1930 года работал в этом театре, затем приехал в Баку и присоединился к труппе Бакинского рабоче-крестьянского театра.
Вместе с коллективом Бакинского рабочего театра Ахмед Салахлы прибыл в Гянджу 28 декабря 1932 года и служил актёром на сцене этого театра более восьми лет. В 1941 году, когда началась Великая Отечественная война, он вернулся в Тифлис, где снова присоединился к Тифлисскому государственному азербайджанскому театру.
После закрытия этого театра в 1947 году он вернулся в Баку и по приглашению главного режиссёра и художественного руководителя Адиля Искендеровабыл принят в труппу Азербайджанского драматического театра.
Ахмед Салахлы также активно работал в качестве режиссёра-постановщика.
Умер в Баку в марте 1953 года. Похоронен на Ясамальском кладбище в Баку.

## Награды и звания
- Заслуженный артист Азербайджанской ССР — 23 апреля 1940 года.
- Медаль «За трудовую доблесть» — 22 июля 1949 года.

## Театральные роли
В театре Тифлиса
| Пьеса        | Автор                          | Роль                  |
| ------------ | ------------------------------ | --------------------- |
| Мертвецы     | Джалил Мамедкулизаде           | Шейх Ахмед и Искандер |
| Иблис        | Гусейн Джавид                  | Ариф и Иблис          |
| Пропасть     | Гусейн Джавид                  | Экрем                 |
| Шейх Санан   | Гусейн Джавид                  | Платон                |
| Топал Теймур | Гусейн Джавид                  | Хромой Теймур         |
| Князь        | Гусейн Джавид                  | Князь                 |
| Севиль       | Джафар Джаббарлы               | Балаш                 |
| Вагиф        | Самед Вургун                   | Вагиф                 |
| Муфтий       | Николай Гоголь                 | Осип                  |
| Две сироты   | Адольф Д’Эннери и Кормон, Эжен | Де Понти              |

В театре Гянджи
| Пьеса              | Автор                | Роль                 |
| ------------------ | -------------------- | -------------------- |
| Бабек              | Эбиль Юсифов         | Бабек                |
| Жизнь              | Мирза Ибрагимов      | Акиф                 |
| Вагиф              | Самед Вургун         | Вагиф                |
| Весна              | Мамедгусейн Тахмасиб | Гая                  |
| Свадьба            | Сабит Рахман         | Кузнец Муса          |
| Отелло             | Уильям Шекспир       | Яго                  |
| Без вины виноватые | Александр Островский | Муров                |
| Каменный гость     | Александр Пушкин     | Дон Жуан             |
| Муфтий             | Николай Гоголь       | Глава муниципалитета |
| Разбойники         | Фридрих Шиллер       | Карл Моор            |

В Азербайджанском драматическом театре
| Пьеса            | Автор                   | Роль            |
| ---------------- | ----------------------- | --------------- |
| Вагиф            | Самед Вургун            | Ибрагим-хан     |
| В огне           | Энвер Мамедханлы        | Али Бояджи      |
| Старое поколение | Абдуррагим бек Ахвердов | Садыг-бей       |
| Волшебница Пери  | Абдуррагим бек Ахвердов | Нияз            |
| Отелло           | Уильям Шекспир          | Главный сенатор |
| Голос Америки    | Борис Лавренёв          | Брестед         |
| В Турции         | Назым Хикмет            | Ахмед           |